# EMD SD40-2
SD40-2 — 6-осный грузовой тепловоз, выпускавшийся фирмой Electro-Motive Diesel с января 1972 года по октябрь 1989. Был создан как основной конкурент таким набирающим популярность образцам тепловозов, как GE U30C и MLW M630. На тепловозе установлен 2-тактный дизельный двигатель EMD 16-645-E3, мощностью 3000 л. с. (2240 кВт), который на то время был довольно экономичным, что было весьма актуально в свете проходившего тогда нефтяного кризиса.
Будучи созданным на базе SD40, SD40-2 был более технологически совершенен. Так, на данном тепловозе электронные системы, как и на опытном DDA40X, были выполнены в виде модулей, что существенно облегчало их ремонт, а также дальнейшую модернизацию. В конце 1970-х тепловоз SD40-2 на американских железных дорогах становится одной из основных «рабочих лошадок», работая как на горных разработках, так и с обычными регулярными поездами. Помимо самих США, SD40-2 работали также в Канаде, Мексике, Гвинее и Бразилии. Также на его базе были созданы такие экспортные локомотивы, как JT26CW-SS (поступал в Великобританию, где известен как British Rail Class 59), GT26CW-2 (поступал в Корею, Марокко, Пакистан, Перу и Югославию) и GT26CU-2 (поступал в Зимбабве и Бразилию).

## Эксплуатация
Ниже в таблице приведены данные о поставках тепловозов на различные дороги.
| SD40-2 на дорогах США                     | SD40-2 на дорогах США | SD40-2 на дорогах США                                                                                   | SD40-2 на дорогах США |
| Дорога                                    | Число                 | Номера                                                                                                  | Примечание |
| ----------------------------------------- | --------------------- | --- | --- |
| Atchison, Topeka and Santa Fe Railway     | 187                   | 5020-5192, 5200-5213                                                                                    | Большинство переведено на BNSF Railway |
| Burlington Northern Railroad              | 779                   | 900-925, 930—961, 980, 996, 6325-6385, 6700-6799, 6824-6836, 6917-6928, 7000-7291, 7832-7940, 8000-8181 | Большинство переведено на BNSF Railway. Тепловозы с номерами 7167-7205, 7206-7235 и 8074-8089 были построены General Motors Diesel для экспорта в сами Штаты. |
| Baltimore and Ohio Railroad               | 20                    | 7600-7619                                                                                               | В настоящее время работают на CSX Transportation |
| Chicago and North Western Railway         | 135                   | 6801-6935                                                                                               | Большинство переведено на Union Pacific Railroad |
| Conrail                                   | 167                   | 6358-6524                                                                                               | Equipped with flexicoil trucks. С изменённой нумерацией работают в CSX, Norfolk Southern и некоторых лизинговых фирмах                                        |
| Clinchfield Railroad                      | 5                     | 8127-8129, 8131-8132                                                                                    | В настоящее время работают в CSX Transportation |
| Illinois Central Gulf Railroad            | 4                     | 6030-6033                                                                                               | № 6031 позже перенумерован в 6200, № 6033 был разбит 6 февраля 1994 года в крушении во Флоре (штат Миссисипи)                                                 |
| Kennecott Utah Copper Corporation         | 7                     | 101-107                                                                                                 | |
| Kansas City Southern Railway              | 46                    | 637-692                                                                                                 | № 637 был построен в январе 1972 года и является самым первым тепловозом SD40-2                                                                               |
| Louisville and Nashville Railroad         | 191                   | 1259-1278, 3554-3612, 8000-8039, 8067-8086, 8095-8126, 8133-8162                                        | В настоящее время работают в CSX Transportation |
| Milwaukee Road                            | 90                    | 21-30, 171—209, 3000-3040                                                                               | В настоящее время распределены между несколькими дорогами, № 124 экспортирован в Гвинею                                                                       |
| Missouri-Kansas-Texas Railroad            | 37                    | 600-636                                                                                                 | |
| Missouri Pacific Railroad                 | 306                   | 790-838, 3139-3321, 6020-6073                                                                           | 790-838 и 3139-3321 выполнены без реостатного торможения |
| Norfolk and Western Railway               | 162                   | 1625-1652, 6073-6207                                                                                    | Несколько локомотивов имеют изменённую конструкцию капота. В настоящее время работают на Norfolk Southern Railway                                             |
| Oneida and Western Railroad               | 8                     | 9950-9957                                                                                               | |
| Chicago, Rock Island and Pacific Railroad | 10                    | 4790-4799                                                                                               | Позже перешли на Illinois Central Gulf где получили номера 6040-6049. 6 локомотивов ныне числятся на Wisconsin and Southern Railroad                          |
| Seaboard Coast Line Railroad              | 36                    | 8040-8066, 8087-8094, 8130                                                                              | В настоящее время работают в CSX Transportation |
| St. Louis-San Francisco Railway           | 8                     | 950-957                                                                                                 | В настоящее время работают на BNSF Railway |
| Soo Line Railroad                         | 57                    | 757-789, 6600-6623                                                                                      | В настоящее время работают на Canadian Pacific Railway. № 6623 является последним SD40-2, построенным для железных дорог США                                  |
| Southern Railway                          | 128                   | 3201-3328                                                                                               | В настоящее время работают в Norfolk Southern Railway. Локомотивы имеют высоко поднятый капот                                                                 |
| Union Pacific Railroad                    | 686                   | 3123-3239, 3243-3304, 3335-3399, 3410-3583, 3609-3808, 8000-8002, 8035-8099                             | Часть была позже перенумерована, некоторые сданы в аренду. Тепловозы 3200-3410 оборудованы капотами изменённой формы.                                         |

| SD40-2 на дорогах Канады                 | SD40-2 на дорогах Канады | SD40-2 на дорогах Канады   | SD40-2 на дорогах Канады                                                                   |
| Дорога                                   | Число                    | Номера                     | Примечание                                                                                 |
| ---------------------------------------- | ------------------------ | -------------------------- | ------------------------------------------------------------------------------------------ |
| Algoma Central Railway                   | 6                        | 183-188                    |                                                                                            |
| BC Rail                                  | 17                       | 751-767                    |                                                                                            |
| Canadian Pacific Railway                 | 484                      | 5560, 5565-5879, 5900-6069 |                                                                                            |
| Canadian National Railway                | 123                      | 5241-5363                  | Тепловозы оборудованы «канадской» кабиной и классифицируются как SD40-2W                   |
| Ontario Northland Railway                | 8                        | 1730-1737                  |                                                                                            |
| Quebec, North Shore and Labrador Railway | 44                       | 221-264                    | 4 локомотива ныне переведены на линию Wellsboro & Corning Railroad в северной Пенсильвании |

| Экспортируемые SD40-2                                 | Экспортируемые SD40-2 | Экспортируемые SD40-2  | Экспортируемые SD40-2 |
| Дорога                                                | Число                 | Номера                 | Примечание |
| ----------------------------------------------------- | --------------------- | ---------------------- | --- |
| Chemin de Fer Boké (Гвинея)                           | 3                     | 107-109                | Единственные SD42-2 экспортируемые в Африку                                                                                          |
| Estrada de Ferro Carajás (Бразилия)                   | 29                    | 401-429                | локомотивы выполнены на колею шириной 1600 мм. № 429 был построен в октябре 1989 года и является самым последним построенным SD40-2. |
| Ferrocarriles Unidos del Sureste (Мексика)            | 4                     | 601-604                | Выполнены без реостатного торможения                                                                                                 |
| Ferrocarriles Nacionales de México (Мексика)          | 103                   | 8700-8798, 13001-13004 | |
| Rede Ferroviária Federal Sociedade Anônima (Бразилия) | 36                    | 3711-3747              | Данные SD40-2 строились в Европе из материалов компании MACOSA. Выполнены на колею шириной 1600 мм.                                  |

## В компьютерных играх
Тепловоз SD40-2 представлен в компьютерных играх Train Sim World и Trainz.